# Aukščiausioji lyga 1981
L'edizione 1981 dell'Aukščiausioji lyga fu la trentasettesima come campionato della Repubblica Socialista Sovietica Lituana; il campionato fu vinto dal Granitas Klaipėda, giunto al suo 3º titolo.

## Formula
Fu confermata la formula a girone unico: le squadre rimasero 18, con le retrocesse Jaunimas Vilnius, Atletas Kaunas e Sūduva sostituite dalle neopromosse Sveikata Kybartai, Šviesa Vilnius ed Inkaras.
Le 18 formazioni si incontrarono in gironi di andata e ritorno, per un totale di 34 incontri per squadra. Le squadre classificate agli ultimi cinque posti retrocessero.

## Classifica finale
|                        | Pos. | Squadra                | Pt | G  | V  | N  | P  | GF | GS | DR  |
| ---------------------- | ---- | ---------------------- | -- | -- | -- | -- | -- | -- | -- | --- |
| RSS Lituana (bandiera) | 1.   | Granitas Klaipėda      | 49 | 34 | 18 | 13 | 3  | 55 | 22 | +33 |
|                        | 2.   | Kelininkas Kaunas      | 47 | 34 | 20 | 7  | 7  | 44 | 20 | +24 |
|                        | 3.   | Pažanga Vilnius        | 45 | 34 | 18 | 9  | 7  | 35 | 25 | +10 |
|                        | 4.   | Tauras Šiauliai        | 42 | 34 | 17 | 8  | 9  | 51 | 28 | +23 |
|                        | 5.   | Statybininkas Šiauliai | 42 | 34 | 15 | 12 | 7  | 41 | 19 | +22 |
|                        | 6.   | Atmosfera Mažeikiai    | 39 | 34 | 13 | 13 | 8  | 34 | 24 | +10 |
|                        | 7.   | Vienybė Ukmergė        | 39 | 34 | 14 | 11 | 9  | 33 | 25 | +8  |
|                        | 8.   | Ekranas                | 37 | 34 | 14 | 9  | 11 | 39 | 34 | +5  |
|                        | 9.   | Politechnika Kaunas    | 35 | 34 | 10 | 15 | 9  | 27 | 26 | +1  |
|                        | 10.  | Banga Kaunas           | 33 | 34 | 12 | 9  | 13 | 41 | 40 | +1  |
|                        | 11.  | Inkaras Kaunas         | 33 | 34 | 12 | 9  | 13 | 41 | 49 | -8  |
|                        | 12.  | Aušra Vilnius          | 32 | 34 | 10 | 12 | 12 | 39 | 38 | +1  |
|                        | 13.  | Statyba Jonava         | 32 | 34 | 11 | 10 | 13 | 35 | 41 | -6  |
|                        | 14.  | Nevėžis                | 29 | 34 | 10 | 9  | 15 | 42 | 47 | -5  |
|                        | 15.  | Šviesa Vilnius         | 27 | 34 | 10 | 7  | 17 | 36 | 48 | -12 |
|                        | 16.  | Dainava Alytus         | 21 | 34 | 7  | 7  | 20 | 21 | 55 | -34 |
|                        | 17.  | Utenis Utena           | 18 | 34 | 7  | 4  | 23 | 25 | 42 | -17 |
|                        | 18.  | Sveikata               | 12 | 34 | 3  | 6  | 25 | 30 | 86 | -56 |